# Rybuloza
Rybuloza – organiczny związek chemiczny, ketopentoza – cukier prosty zawierający pięć atomów węgla i ketonową grupę funkcyjną, o wzorze sumarycznym C5H10O5. Posiada dwa enancjomery – D-rybulozę (D-erytropentuloza) i L-rybulozę (L-erytropentuloza). D-Rybuloza jest diastereoizomerem D-ksylulozy.

## Produkcja
D-Rybulozę można uzyskać poprzez epimeryzację D-arabinozy za pomocą pirydyny. Rybulozy nie można otrzymać w postaci krystalicznej, stąd dostępna jest handlowo w postaci syropu.

## Znaczenie biologiczne
Cukry rybulozowe wchodzą w skład szlaku pentozofosforanowego. Odgrywają znaczącą rolę w tworzeniu wielu substancji bioaktywnych. Na przykład, D-rybuloza jest produktem pośrednim w szlaku produkcyjnym grzybów, gdzie wytwarzany jest D-arabitolu. Także, jako rybulozo-1,5-bisfosforan, D-rybuloza łączy się z dwutlenkiem węgla w cyklu Calvina fotosyntezy roślin zielonych.